# Hugues Fabrice Zango
Hugues Fabrice Zango, né le 25 juin 1993 à Ouagadougou, est un athlète burkinabé, spécialiste du triple saut. 
Il est champion du monde en 2023, champion du monde en salle en 2024 et double champion d'Afrique, en 2018 et 2022. 
Il détient le record d'Afrique du triple saut avec 18,07 m depuis le 16 janvier 2021 à Aubière, en devenant ainsi le premier homme à sauter au-delà des 18 mètres en salle.

## Biographie

### Débuts
Hugues Fabrice Zango remporte la médaille d'argent du triple saut lors des championnats d'Afrique 2016, à Durban, en portant son record personnel à 16,81 m.
Le 24 juillet 2017, il remporte le concours du triple saut aux Jeux de la Francophonie 2017 avec un saut à 16,92 m. Il n'obtient pas le visa à temps pour se rendre aux Championnats du monde 2017 à Londres. Le 25 août, il décroche la médaille d'argent de l'Universiade à Taipei avec 16,97 m, nouveau record national.
Le 27 janvier 2018, à Val-de-Reuil, Fabrice Zango établit un nouveau record d'Afrique en salle du triple saut avec une marque de 17,23 m, par ailleurs son premier saut de sa carrière au-delà des 17 mètres. Il améliore de 23 centimètres l'ancien record détenu depuis 36 ans par le Nigérian Ajayi Agbebaku. Le 3 mars, il termine 6e des championnats du monde en salle de Birmingham avec 17,11 m, le second meilleur saut de sa carrière.
Le 4 août 2018, il devient champion d'Afrique du triple saut.

### Médaille de bronze mondiale et records d'Afrique (2019)
Le 27 janvier 2019, il établit un nouveau record d'Afrique avec une marque de 17,58 m lors du meeting de Paris indoor. Le 28 juillet 2019, lors des championnats de France 2019, il bat, à son premier essai, le record d'Afrique du triple saut avec 17,50 m (+ 1,8 m/s), et améliore de treize centimètres l'ancienne marque détenue depuis 2007 par le Marocain Tarik Bouguetaïb. Il confirme au second essai avec 17,49 m.
Le 29 septembre 2019, lors des Championnats du monde d'athlétisme à Doha, il obtient la médaille de bronze derrière les Américains Christian Taylor et Will Claye, et devient le premier Burkinabé à remporter une médaille dans cette compétition. Grâce à un saut mesuré à 17,66 mètres lors de son 6e essai, il améliore le record d'Afrique du triple saut de 16 centimètres.

### Nouveau record d'Afrique en salle (2020)

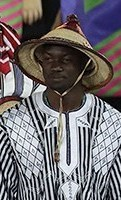
Hugues Fabrice Zango lors des Jeux olympiques de Tokyo en 2021

Lors du Meeting de Paris en salle le 2 février 2020, il bat une nouvelle fois le record d'Afrique du triple saut en salle avec une marque à 17,77 m, devenant le 4e meilleur performeur mondial de tous les temps. Courant février, il remporte deux autres concours en salle, une première fois à Liévin le 19 février avec un saut à 17,51 m, et une deuxième fois à Madrid le 21 février avec un bond à 17,31 m. Il s'impose une nouvelle fois à Liévin le 1er mars à l'occasion des championnats de France en salle pour lesquels il a été invité, battant son partenaire d'entraînement, Melvin Raffin, grâce à un saut à 17,29 m.
Le 19 août au meeting de Szekesfehervar en Hongrie, Zango bat pour la première fois de sa carrière le double champion olympique Christian Taylor avec un triple bond à 17,43 m, meilleure performance mondiale de la saison estivale. Il enchaîne ensuite au meeting de Pierre-Bénite où il s'impose sous la pluie avec un saut à 17,11 m réussi à son dernier essai, quelques heures après avoir réalisé 7,71 m au saut en longueur, nouveau record personnel dans cette discipline. A Ostrava le 8 septembre, son saut à 17,42 m ne lui permet pas cette fois de battre Christian Taylor, auteur d'une nouvelle meilleure performance mondiale avec 17,46 m à son dernier essai.

### Record du monde en salle (2021)
Le 16 janvier 2021, il bat le record du monde en salle du triple saut avec une marque à 18,07 m lors d'un meeting à Aubière, devenant ainsi le premier athlète de l'histoire à dépasser la barre des 18 m en salle. L'ancienne marque, détenue par son entraineur Teddy Tamgho était de 17,92 m et datait de 2011,. Il enchaîne difficilement la semaine suivante au meeting de Miramas, où il mord quatre de ses six essais et réalise finalement 17,05 m à sa dernière tentative. Il connaît à nouveau des problèmes de réglage au meeting de Liévin le 9 février, où il mord ses trois premiers essais mais parvient tout de même à s'imposer grâce à un saut à 17,82 m, record du meeting.
Lors du meeting de Székesfehérvár le 6 juillet, Zango établit un nouveau record d'Afrique en plein air avec 17,82 m, ce qui n'est toutefois pas suffisant pour décrocher la victoire, laquelle revient finalement au Portugais Pedro Pablo Pichardo qui réalise la meilleure performance mondiale de l'année avec 17,92 m.

### Médaillé de bronze aux Jeux olympiques de Tokyo (2021)
Hugues Fabrice Zango est nommé porte-drapeau de la délégation burkinabé aux Jeux olympiques d'été de 2020 à Tokyo, avec la nageuse Angelika Sita Ouédraogo.
Le 5 août 2021, il remporte la médaille de bronze avec un saut de 17,47 m, derrière le Portugais Pedro Pichardo (17,98 m) et le Chinois Zhu Yaming (17,57 m). Il devient ainsi le premier Burkinabé médaillé olympique.
En 2022, il conserve son titre aux championnats d'Afrique qui se déroulaient à Saint-Pierre (Maurice). Le 23 juillet 2022, il remporte la médaille d'argent des championnats du monde 2022, à Eugene, en établissant sa meilleure marque de la saison avec 17,55 m. Il est devancé par Pedro Pichardo.

### Champion du monde en plein air  (2023)
Le 21 août 2023, il remporte la médaille d'or des championnats du monde 2023, à Budapest, après avoir réalisé 17,64 m à son cinquième essai.

### Champion du monde en salle  (2024)
Le 2 mars 2024 à Glasgow, Hugues Fabrice Zango devient champion du monde en salle pour la première fois en s'imposant avec la marque de 17,53 m devant l'Algérien Yasser Triki et le Portugais Tiago Pereira.
En juin il devient champion d'Afrique pour la troisième fois consécutivement avec 17,18 m.
Il est à nouveau nommé porte-drapeau de la délégation du Burkina Faso aux Jeux olympiques d'été de 2024 à Paris.

## Palmarès
| Date | Compétition                        | Lieu                               | Résultat | Marque  |
| ---- | ---------------------------------- | ---------------------------------- | -------- | ------- |
| 2013 | Jeux de la Francophonie            | Nice                               | 10e      | 15,97 m |
| 2015 | Universiade                        | Gwangju                            | 2e       | 16,76 m |
| 2015 | Jeux africains                     | Brazzaville                        | 5e       | 16,36 m |
| 2016 | Championnats d'Afrique             | Durban                             | 2e       | 16,81 m |
| 2017 | Jeux de la Francophonie            | Abidjan                            | 1er      | 16,92 m |
| 2017 | Universiade                        | Taipei                             | 2e       | 16,97 m |
| 2018 | Championnats du monde en salle     | Birmingham                         | 6e       | 17,11 m |
| 2018 | Championnats d'Afrique             | Asaba                              | 1er      | 17,11 m |
| 2018 | Coupe continentale                 | Ostrava                            | 2e       | 17,02 m |
| 2019 | Jeux africains                     | Rabat                              | 1er      | 16,88 m |
| 2019 | Championnats du monde              | Doha                               | 3e       | 17,66 m |
| 2020 | Circuit mondial en salle de l'IAAF | Circuit mondial en salle de l'IAAF | 1er      | détails |
| 2021 | Jeux olympiques                    | Tokyo                              | 3e       | 17,47 m |
| 2022 | Championnats d'Afrique             | Saint-Pierre                       | 1er      | 17,34 m |
| 2022 | Championnats du monde              | Eugene                             | 2e       | 17,55 m |
| 2023 | Jeux de la Francophonie            | Kinshasa                           | 1er      | 17,11 m |
| 2023 | Championnats du monde              | Budapest                           | 1er      | 17,64 m |
| 2023 | Ligue de diamant                   | Ligue de diamant                   | 2e       | 17,25 m |
| 2024 | Championnats du monde en salle     | Glasgow                            | 1er      | 17,53 m |
| 2024 | Jeux africains                     | Accra                              | 1er      | 16,97 m |
| 2024 | Championnats d'Afrique             | Douala                             | 1er      | 17,18 m |
| 2024 | Jeux olympiques                    | Paris                              | 5e       | 17,50 m |
| 2025 | Championnats du monde en salle     | Nankin                             | 3e       | 17,15 m |

## Records
| Épreuve     | Marque       | Lieu    | Date            |
| ----------- | ------------ | ------- | --------------- |
| Triple saut | 18,07 m (AR) | Aubière | 16 janvier 2021 |

## Vie extra sportive
Hugues-Fabrice Zango est repéré tardivement à 18 ans dans son pays et arrive en France en 2015 avec un visa d’étudiant. Parallèlement à sa carrière sportive, il suit des études à l'université d'Artois où il obtient un master en ingénierie des systèmes électriques en 2018. Il poursuit l'année suivante avec une thèse Cifre en génie électrique et devient docteur en décembre 2023.
En octobre 2024, Hugues Fabrice Zango devient parrain de l'association Élevages sans frontières, qui accompagne les familles paysannes en Afrique, notamment au Burkina Faso, dans le développement d'un élevage durable visant à renforcer leur autonomie économique et alimentaire.